# Daldinia occidentalis
Daldinia occidentalis är en svampart som beskrevs av Child 1932. Daldinia occidentalis ingår i släktet Daldinia och familjen kolkärnsvampar.   Inga underarter finns listade i Catalogue of Life.